# Ramaswamy Venkataraman
Ramaswamy Venkataraman (n. 4 decembrie 1910 – d. 27 ianuarie 2009) a fost cel de-al 8-lea președinte al Indiei între 25 iulie 1987 și 25 iulie 1992. A murit la vârsta de 98 de ani, într-un spital din New Delhi.
1. 1 2  Ramaswamy Venkataraman, Find a Grave, accesat în 9 octombrie 2017
2. 1 2  Ramaswamy Venkataraman, Encyclopædia Britannica Online, accesat în 9 octombrie 2017
3. 1 2  Ramaswamy Venkataraman, Munzinger Personen, accesat în 9 octombrie 2017
4. ↑   http://www.indianexpress.com/news/former-president-r-venkataraman-passes-away/415704/ Lipsește sau este vid: |title= (ajutor)